# Meződ
Meződ é um município da Hungria, situado no condado de Baranya. Tem 10,41 km² de área e sua população em 2019 foi estimada em 113 habitantes.